# Jay Gibbons
Jay Jonathan Gibbons (né le 2 mars 1977 à Rochester, Michigan, États-Unis) est un voltigeur de baseball qui joue pour les Orioles de Baltimore de la Ligue majeure de baseball de 2001 à 2007 et pour les Dodgers de Los Angeles en 2010 et 2011.
Gibbons a été cité en 2007 dans le rapport Mitchell sur les cas allégués de dopage dans le baseball majeur et suspendu en 2008 pour usage de drogues interdites.

## Carrière

### Orioles de Baltimore
Jay Gibbons est drafté par les Blue Jays de Toronto au quatorzième tour de sélection en 1998. Il signe avec l'équipe mais, en décembre 2000, les Orioles de Baltimore profitent d'une procédure spécifique au baseball appelée repêchage de règle 5 pour réserver ses services. C'est pas conséquent avec les Orioles que Gibbons fait ses premiers pas dans le baseball majeur, disputant son premier match le 6 avril 2001. Il joue 73 parties dans cette première saison, affichant une moyenne au bâton plutôt ordinaire de ,236.
En 2002, Gibbons frappe pour ,247 en 136 parties jouées, claquant 28 coups de circuits et totalisant 69 points produits.
Il est l'un des meilleurs joueurs des Orioles durant la saison 2003, où il produit 100 points et, autre sommet personnel pour une saison, frappe 173 coups sûrs. Gibbons réussit de plus 23 circuits. Sa moyenne au bâton est rehaussée à ,277.
Après une saison 2004 marquée par des blessures, Gibbons demeure en santé en 2005 alors qu'il frappe pour ,277 avec 26 circuits et 79 points produits.
Son temps de jeu et ses performances offensives diminuent au cours des deux années suivantes, ses dernières à Baltimore. 

### Dopage et suspension
En octobre 2006, le Los Angeles Times soutient que cinq joueurs des majeures sont coupables de dopage : Roger Clemens, Andy Pettitte, Miguel Tejada, Brian Roberts et Jay Gibbons. Les cinq athlètes concernés nient les allégations.
Le 6 décembre 2007, Jay Gibbons est suspendu par le baseball majeur pour 15 parties après que Sports Illustrated ait rapporté en septembre que le joueur des Orioles avait reçu une livraison d'hormone de croissance, un produit dopant interdit par la ligue. Cette suspension, imposée durant l'entre-saison, doit être purgée dans les premiers jours de la saison 2008. Cependant, après que Gibbons eut offert des performances pitoyables au camp d'entraînement 2008 des Orioles, l'équipe le congédie. Elle invoque toutefois des raisons strictement liées aux performances du joueur, et non à sa suspension pour dopage.

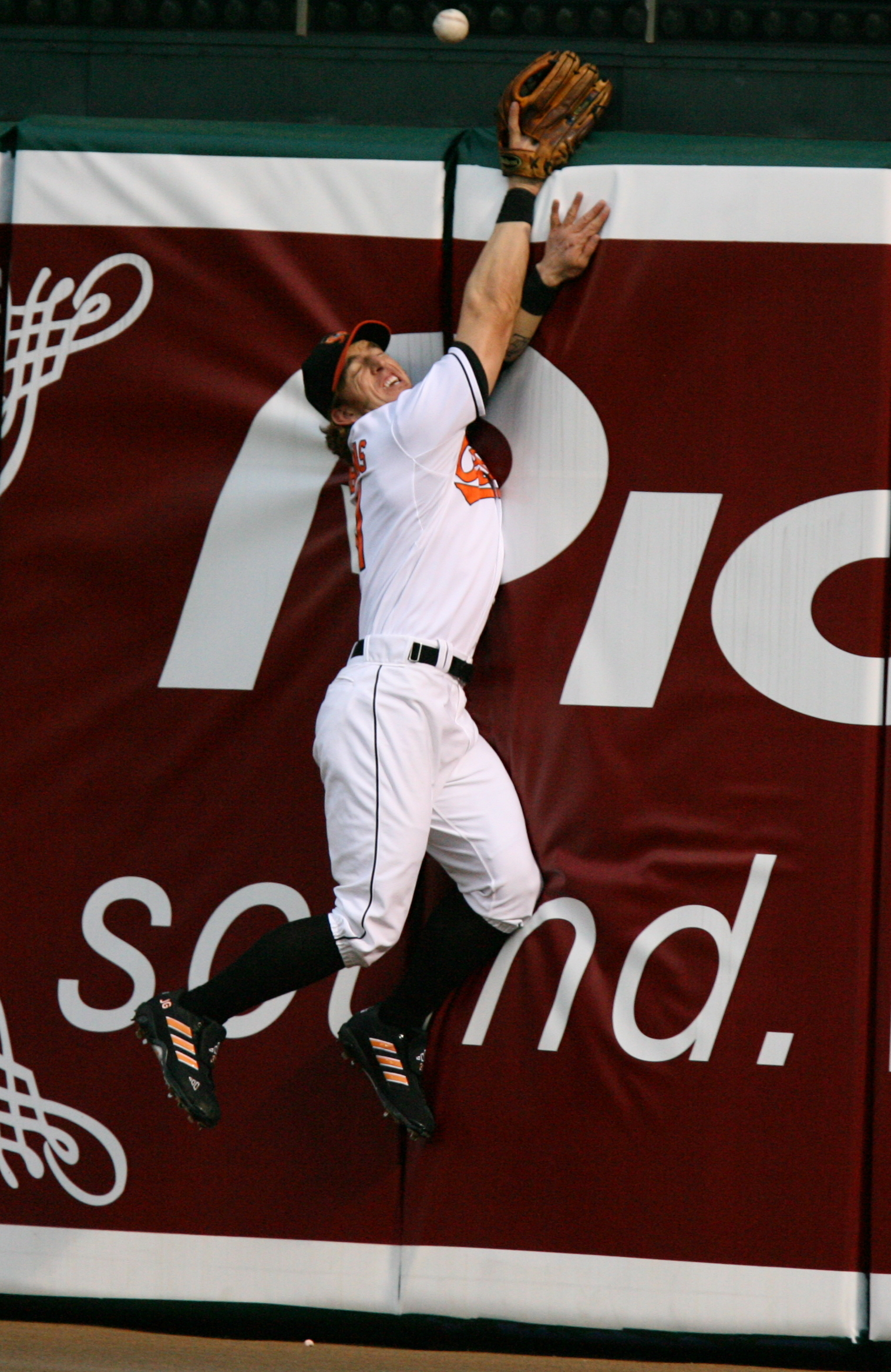
Jay Gibbons a évolué de 2001 à 2007 pour les Orioles de Baltimore.

Gibbons admet son usage d'hormones de croissance, utilisées pour récupérer d'une blessure au poignet.
Le nom de Jay Gibbons figure parmi les nombreux joueurs mentionnés en décembre 2007 dans le rapport Mitchell sur le dopage dans le baseball majeur.

### Retour dans les majeures
En mai 2008, Jay Gibbons, sans emploi, écrit une lettre aux 30 clubs de la MLB, plaidant pour une chance de jouer à nouveau dans les majeures et offrant même de verser à des organismes charitables la totalité de son salaire de joueur des ligues mineures et un pourcentage substantiel de son salaire en ligue majeure. La seule équipe de baseball à inviter Gibbons à les rejoindre est toutefois un club d'un circuit indépendant, les Ducks de Long Island de la Atlantic League of Professional Baseball. Peu de temps après, il signe avec les Brewers de Milwaukee. En 2008, il joue en ligues mineures pour des clubs qui leur sont affiliés. Malgré un contrat signé en janvier 2009 avec les Marlins de la Floride, il passe l'année entière loin des majeures, s'alignant avec un autre club de la Ligue Atlantique, les Bears de Newark après que les Marlins l'eurent congédié en mars.
En janvier 2010, Gibbons décroche un contrat avec les Dodgers de Los Angeles. Le vétéran passe la majeure partie de la saison de baseball dans la classe Triple-A avec les Isotopes d'Albuquerque dans la Ligue de la côte du Pacifique. Rappelé des mineures en août, il dispute sa première partie en près de trois ans au plus haut niveau et s'aligne avec les Dodgers durant 37 matchs de la saison 2010. Il maintient une moyenne au bâton de ,280 avec cinq coups de circuit et 17 points produits au cours de ce séjour avec Los Angeles.
Il passe aussi beaucoup de temps dans les mineures en 2011 avec Albuquerque et est rappelé par les Dodgers pour 24 parties, au cours desquelles il frappe pour ,255 de moyenne au bâton avec 5 points produits.